# Armadillidium variegatum
Armadillidium variegatum är en kräftdjursart som beskrevs av Brandt 1833. Armadillidium variegatum ingår i släktet Armadillidium och familjen klotgråsuggor. Inga underarter finns listade i Catalogue of Life.